# みれん心
「みれん心」（みれんごころ）は、2016年2月2日に発売された氷川きよしの30枚目のシングル。

## 概要
- CD、カセット共3タイプで発売。A、B、Cタイプでそれぞれ収録曲が異なる。

- 当初はA-Cタイプのみの販売であったが、2016年9月27日には、D-Fタイプも発売されている[1]

- 売上では、2012年の「櫻」以来の10万枚突破となった。

## 収録曲

### Aタイプ
1. みれん心
  - 作詞：志賀大介／作曲：水森英夫／編曲：伊戸のりお
2. 瀬戸内ブルース
  - 作詞：さいとう大三／作曲：水森英夫／編曲：伊戸のりお
3. みれん心 オリジナル・カラオケ
4. 瀬戸内ブルース オリジナル・カラオケ
5. みれん心 半音下げオリジナル・カラオケ
6. みれん心 半音下げオリジナル・カラオケガイドメロ入り
7. 瀬戸内ブルース 半音下げオリジナル・カラオケ
8. みれん心 2コーラスオリジナル・カラオケ
9. みれん心 半音下げ2コーラスオリジナル・カラオケ
10. みれん心 女性用カラオケ

### Bタイプ
1. みれん心
  - 作詞：志賀大介／作曲：水森英夫／編曲：伊戸のりお
2. きよしの数え唄
  - 作詞：仁井谷俊也／作曲：宮下健治／編曲：伊戸のりお
3. みれん心 オリジナル・カラオケ
4. きよしの数え唄 オリジナル・カラオケ
5. みれん心 半音下げオリジナル・カラオケ
6. みれん心 半音下げオリジナル・カラオケガイドメロ入り
7. きよしの数え唄 半音下げオリジナル・カラオケ
8. みれん心 2コーラスオリジナル・カラオケ
9. みれん心 半音下げ2コーラスオリジナル・カラオケ
10. みれん心 女性用カラオケ

### Cタイプ
1. みれん心
  - 作詞：志賀大介／作曲：水森英夫／編曲：伊戸のりお
2. 東京音頭
  - 作詞：西條八十 ／作曲：中山晋平／編曲：石倉重信
3. みれん心 オリジナル・カラオケ
4. 東京音頭 オリジナル・カラオケ
5. みれん心 半音下げオリジナル・カラオケ
6. みれん心 半音下げオリジナル・カラオケガイドメロ入り
7. 東京音頭 半音下げオリジナル・カラオケ
8. みれん心 2コーラスオリジナル・カラオケ
9. みれん心 半音下げ2コーラスオリジナル・カラオケ
10. みれん心 女性用カラオケ

### Dタイプ
出典→
1. みれん心　[4:29]
  - 作詩:志賀大介／作曲:水森英夫／編曲:伊戸のりお
2. 木曽路 着流し 気まま旅　[4:31]
  - 作詩：かず翼／作曲：宮下健治／編曲：丸山雅仁
3. みれん心 (オリジナル・カラオケ)　[4:29]
4. 木曽路 着流し 気まま旅 (オリジナル・カラオケ)　[4:31]
5. みれん心 (半音下げオリジナル・カラオケ)　[4:30]
6. みれん心 (半音下げオリジナルカラオケ ガイドメロディ入り)　[4:29]
7. 木曽路 着流し 気まま旅 (半音下げオリジナル・カラオケ)　[4:31]
8. みれん心 (2コーラスオリジナル・カラオケ)　[3:02]
9. みれん心 (半音下げ2コーラスオリジナル・カラオケ)　[2:59]

### Eタイプ
出典→
1. みれん心　[4:29]
  - 作詩 : 志賀大介／作曲 : 水森英夫／編曲 : 伊戸のりお
2. Jewel(ジュエル)　[5:00]
  - 作詩・作曲 : 伊藤薫／編曲 : 若草恵
3. みれん心 (オリジナル・カラオケ)　[4:29]
4. Jewel(ジュエル) (オリジナル・カラオケ)　[5:00]
5. みれん心 (半音下げオリジナル・カラオケ)　[4:30]
6. みれん心 (半音下げオリジナルカラオケ ガイドメロディ入り)　[4:29]
7. Jewel(ジュエル) (半音下げオリジナル・カラオケ)　[5:00]
8. みれん心 (2コーラスオリジナル・カラオケ)　[3:02]
9. みれん心 (半音下げ2コーラスオリジナル・カラオケ)　[2:59]

### Fタイプ
出典→
1. みれん心　[4:29]
  - 作詩:志賀大介／作曲:水森英夫／編曲:伊戸のりお
2. おじいちゃんちへいこう　[3:21]
  - 作詩 :  暮醐遊・作曲 :  河口京吾、平井夏美／編曲 :  Hidehito Ikumo
3. みれん心 (オリジナル・カラオケ)　[4:30]
4. おじいちゃんちへいこう (オリジナル・カラオケ)　[3:21]
5. みれん心 (半音下げオリジナル・カラオケ)　[4:30]
6. みれん心 (半音下げオリジナル・カラオケ ガイドメロディ入り)　[4:29]
7. おじいちゃんちへいこう (半音下げオリジナル・カラオケ)　[3:21]
8. みれん心 (2コーラスオリジナル・カラオケ)　[3:02]
9. みれん心 (半音下げ2コーラスオリジナル・カラオケ)　[2:59]

## 収録アルバム
- 新・演歌名曲コレクション3 -みれん心-